# Brigantes
Os brigantes eram um povo celta que, na Idade do Ferro e até a ocupação romana, controlou grande parte do norte da atual Inglaterra, com centro na atual Yorkshire. No noroeste limitavam com os carvécios, com os parísios a leste e a sul com os coritanos e os cornóvios. O seu reino era conhecido como Brigância e a sua capital Isúrio Briganto (Aldborough, em North Yorkshire). Outras povoações importantes foram Eboraco (Iorque), Rigoduno (Castleshaw, em Manchester) e Olicana (Elslack, em North Yorkshire).
A raiz do nome significa "alto" ou "elevado", mas não está claro se é uma alegoria de nobreza ou faz referência ao fato de situarem os seus assentamentos fortificados nas alturas das colinas. Também era o nome da sua deusa tutora, Brigância, deusa mãe, da vitória e da soberania.

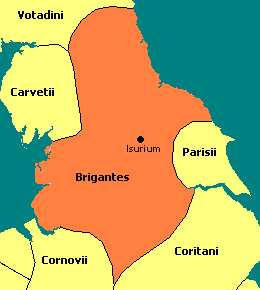
Brigância

## História

### Britânia pré-romana
As origens dos brigantes são obscuras. Houve vários antigos assentamentos com o nome de "Brigâncio" na Europa continental, e até mesmo uma tribo brigantes na atual Betanzos, Espanha, na Galécia. Provavelmente esta última estava relacionada à tribo britânica, assim como os brigantes dos Alpes, na antiga Récia (atuais Bregenz e Briançon). Os brigantes foram a única tribo celta em habitar tanto a Grã-Bretanha como a Irlanda, onde povoaram os condados de Wexford, Kilkenny e Waterford. Levando em conta o exposto, para alguns este povo migrou da Récia à península Ibérica, dali expandiria-se à Irlanda e finalmente à Grã-Bretanha.
Quer relacionados ou não com as tribos da Espanha ou dos Alpes, certamente fizeram parte das invasões de Hallstatt, a onda celta que ocupou a Grã-Bretanha, e provavelmente cresceram desde uma confederação de pequenas tribos e clãs até absorver outros povos, como os Gabrantovices (North Yorkshire), Latenses (Leeds), Setâncios (Lancashire), Lopocares e Textoverdes (a norte, onde se construiria o Muro de Adriano e até mesmo os carvécios de Cúmbria, que recuperariam a sua autonomia com a invasão romana.

### Britânia romana

#### As invasões de César
A primeira invasão de Prydein (como chamavam nesse então à ilha os seus habitantes) por Roma foi efetuada por Júlio César, que em 55 a.C. despregou uma operação de alcance limitado em Kent e em 54 a.C., com um melhor conhecimento do país, desembarcou novamente para a sua conquista. Avançou pelo sudeste até vencer os Catuvelaunos, mas decidiu invernar na Gália e os fatos posteriores impediram o seu regresso.
O território dos brigantes não resultou afetado por este primeiro ataque. Na Britânia podiam reconhecer-se a essas alturas três áreas de influência: o reino dos brigantes a norte, a zona de hegemonia dos Catuvelaunos e as tribos do Gales.

#### A conquista
Em 43 o imperador Cláudio prosseguiu a conquista romana da Britânia, encomendando o comando a Aulo Pláucio com a desculpa de repor no trono a Verica, um rei exilado dos atrébates. A principal resistência foi feita por uma confederação das tribos dos catuvelaunos e os trinovantes, liderada por Carataco (Caradawc) e Togoduno, os filhos do rei dos catuvelaunos, Cunobelino, mas foi depressa superada e Pláucio conseguiu tomar a sua capital, Camuloduno (atual Colchester), com o que onze chefes do sudeste da Britânia renderam-se a Cláudio, entre eles os dos atrébates, os icenos e a rainha dos brigantes Cartimándua. Togoduno foi morto mas Carataco conseguiu fugir para oeste e tornou-se líder da resistência, centrada em Gales.
Em 44, o comandante da Legio II Augusta, Tito Flávio Vespasiano, dirigiu uma força expedicionária contra o oeste da ilha, enquanto a Legio IX Hispanica foi enviada para norte, para Lincoln.
Em 47, o novo governador da Britânia, Publius Ostorius Scapula, foi obrigado a abandonar a sua campanha contra os Deceanglos do norte de Gales ante um levantamento de uma facção dos brigantes, contra os que agiu depressa executando os seus cabecilhas.

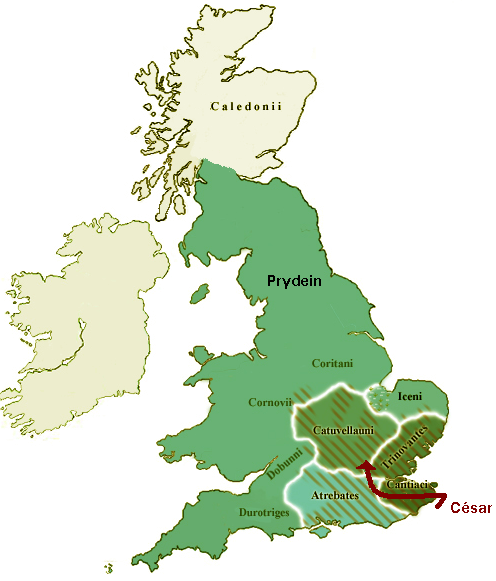
Britânia, 54 a.C., invasão de César.
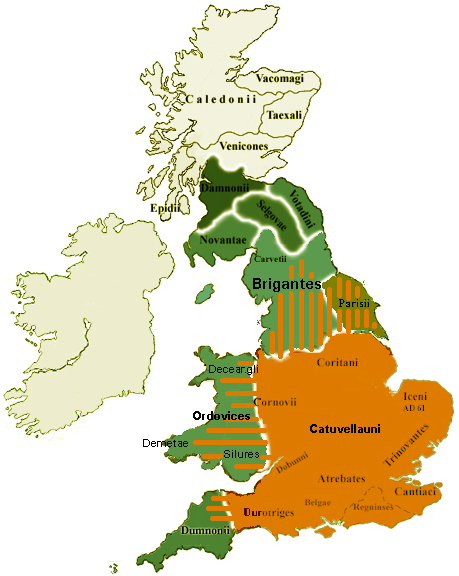
Britânia, segunda invasão romana.

#### Aliança e rebelião
Em 51, Públio Ostório Escápula venceu finalmente a Carataco, que liderava os siluros e ordovicos, na Batalha de Caer Caradoc. O derrotado caudilho da revolta em Gales, Carataco, fugiu para norte e solicitou refúgio à rainha dos brigantes Cartimándua, mas esta entregou-o encadeado aos romanos, que premiaram a ação qualificando-a junto ao seu esposo Venúcio como leal amiga e protegida de Roma.
Pronto Cartimándua pôs a prova a aliança: divorciou-se de Venúcio, que se alçou em armas contra a rainha e os seus aliados romanos durante o governo de Aulo Dídio Galo (52–57).
Venúcio tornou-se forte na fortificação de Stanwick, enquanto em 53 Roma consolidou a sua posição a sul de Brigância, construindo fortificações em Templeborough (Rotherham), Brough on Noe e Rossington Bridge (Doncaster).

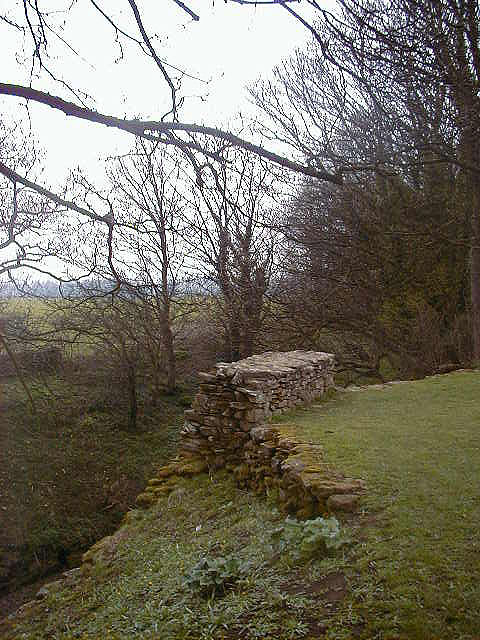
Vestígios do muro de Stanwick

Após vantagens parciais obtidas por um e outro bando, finalmente em 56 Venúcio foi derrotado pela IX na região de Barwick in Elmet. Sufocada a revolta, Cartimándua tomou Velocato por marido, antigo companheiro de armas de Venúcio. Brigância manteve a sua aliança com Roma até mesmo durante a grande rebelião liderada pela rainha dos icenos, Boadiceia, que pôs em xeque o domínio romano da Britânia.
Em 69, aproveitando o caos de Roma no Ano dos quatro imperadores, Venúcio alçou-se novamente em armas, com apoio de tropas dos carvécios, nóvantas e Sélgovas. Roma apenas pôde enviar tropas auxiliares, as quais não chegaram para impedir a ocupação do país, mas pelo menos puderam resgatar a rainha.

#### Ocupação e resistência
Quando Vespasiano se converteu finalmente no imperador, enviou  Quinto Petílio Cerial como governador da Britânia, quem em 71 iniciou a contraofensiva contra os brigantes. Se bem que os venceu em 73, empurrando os sobreviventes rebeldes para norte (Caledônia), tardou vários anos em completar uma relativa pacificação do território.

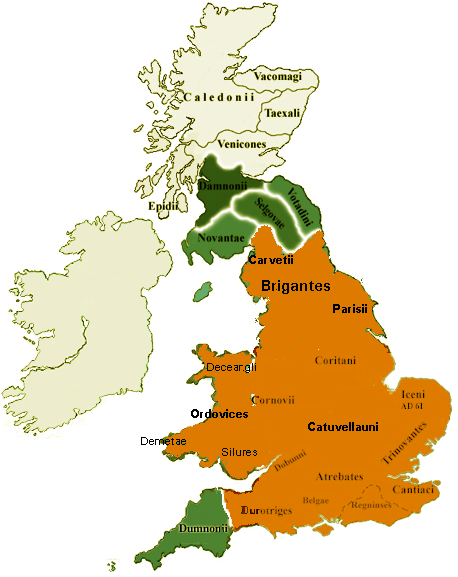
Britânia, 79
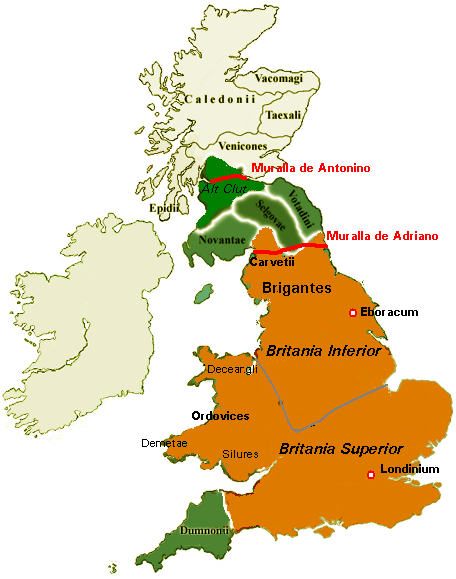
Britânia, século II.
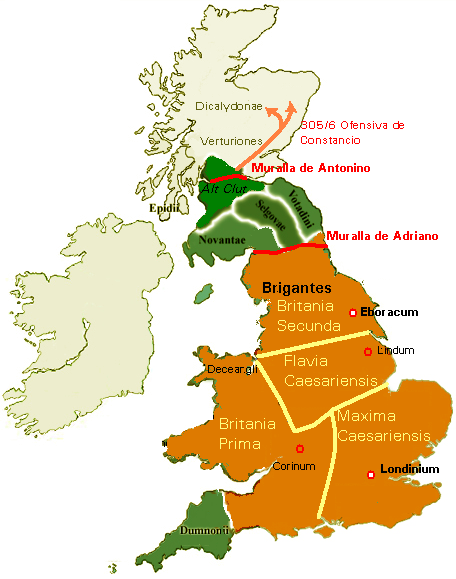
Britânia, reorganização de Constâncio.

Do governo de Cneu Júlio Agrícola (governador entre 78—84) conservam-se registros a respeito de operações militares em território dos brigantes durante o ano 80, prelúdio da ofensiva romana sobre Caledônia que culminou na vitória na Batalha de Monte Gráupio.
O poeta romano Juvenal escreveu a princípios do século II uma cena onde um romano insta ao seu filho a atingir a glória destruindo os fortes dos brigantes. Em efeito, as rebeliões continuaram: entre 100 e 105 houve um levantamento sob o rei Argírago, em 115 uma nova sublevação aniquilou as guarnições romanas de Eboraco (Iorque) e em 118 uma nova rebelião dos brigantes foi também derrotada.
Em 122 o imperador Adriano visitou Britânia e decidiu construir uma linha fortificada, que seria conhecida como Muro de Adriano, com o objetivo direto de deter os pictos nas suas incursões, mas também para manter isolados os brigantes das tribos do norte, dificultando-lhes a coordenação de uma ação comum.
Há referências assim mesmo de Pausânias a uma campanha efetuada durante o reinado de Antonino Pio (r. 138–161). A avançada foi consolidada com uma nova linha fortificada, a chamada Muralha de Antonino Pio (142–144).
Sendo governador romano da Britânia Cneu Júlio Vero, entre 154 e 157, houve uma nova rebelião dos brigantes e como consequência perderam tudo direito como Estado cliente.
Na divisão administrativa romana de 197, a antiga Brigância fez parte da Britânia Inferior, embora por um tempo a sua população foi regida diretamente pela autoridade militar.
Em 208, Sétimo Severo e os seus filhos Geta e Caracala empreenderam uma última e infrutífera campanha ofensiva contra os caledônios.

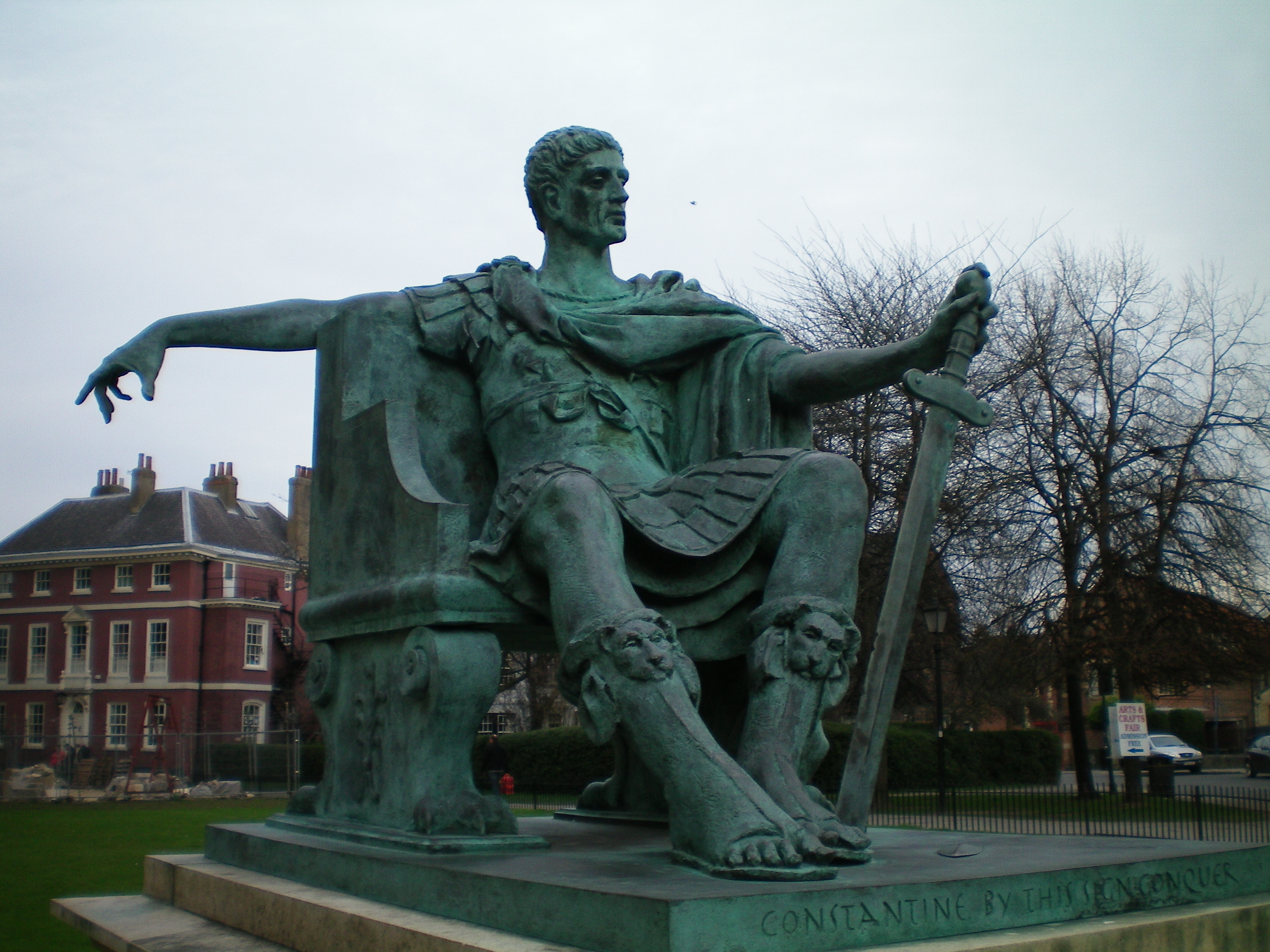
Estátua de Constantino em Iorque (Eboraco), cidade onde foi proclamado imperador

Na reorganização efetuada por Constâncio Cloro, possivelmente em 296 durante o principado de Diocleciano, a antiga Brigância foi integrada à Britânia Secunda, com capital em Iorque (Eboraco).
Em 306 o imperador Constâncio Cloro enfermou durante uma expedição contra os pictos na Caledônia, falecendo na capital brigantina, Eboraco, e ali as suas tropas proclamaram imperador ao seu filho, Constantino.
Não há maiores referências: a partir destas datas e especialmente desde a invasão de 367 as incursões de pictos e escotos são permanentes e a terra dos brigantes é na realidade zona de guerra.
Pronto a pressão também vinho do sul. Desde 383 registram-se incursões de frisões e saxões, as quais se toraram mais fortes à medida que, por um lado, aumentava sobre os povos germanos a pressão de oeste e, por outro, as forças romanas reduziam-se com a partida de uma legião com Máximo em 384 e outra para combater aos visigodos de Alarico na península Itálica em 401.

### As invasões
Quando em 407 a última legião da Britânia, a Legião II Augusta, embarcou para a Gália, os brigantes ficaram na primeira linha enfrentando o reborde final de pictos e escotos e tão somente um ano depois, os pictos avançaram para sul superando as defesas dos brigantes, enquanto os saxões invadiam sem o conhecimento dos bretões, que conseguiram a duras penas contê-los, enquanto pediam ajuda contra os bárbaros ao Imperador Honório em 410, sem resultado.
Na Britânia Secunda, na região do sul de Escócia e norte da atual Inglaterra que incluía os brigantes e que começou a ser chamada Yr Hen Ogledd ("O velho norte") o último dos duques da Britânia, Coel Hen "O Protetor", pôde criar e manter um reino unido durante os primeiros anos, mas à sua morte dividiu-se em três reinos e gradualmente a organização voltou às suas bases tribais históricas.
O período de 410 a 455 foi uma "Idade Escura" na Inglaterra, de anarquia tribal, guerras, fomes e conflitos religiosos. Quando São Germano de Auxerre visitou a ilha em 429 esse foi o panorama que viu. Segundo a lenda, reagrupou os romanos e conseguiu uma grande vitória o dia de Pásqua.
Em 446 o partido pró-romano solicitou ao general romano Aécio o envio de auxílio para fazer face às tribos do norte, o que não foi possível (enfrentava Atila). O caudilho Vortigerno, que usurpara o título de grande rei em 425 e liderava a facção anti-romana, favorecera a instalação de tribos germânicas para consolidar a sua posição nas guerras civis. O chefe da facção prorromana, Ambrósio Aureliano, conseguiu vencê-lo na batalha de Guoloph (Wallop, perto de Salisbúria) e consolidar-se no oeste, mas no leste  anglos, saxões e jutos continuaram fortalecendo as suas posições. Por volta de 452 estes venceram os pictos, mas também se tinham aberto as portas a uma migração em grande escala. Os jutos, por volta de 456, eliminaram o seu aliado Vortigerno e tomaram Kent. Começava a invasão germânica.
Em 477, os saxões desembarcaram na costa meridional e criaram o reino de Sussex ("saxões do sul"). Um novo grupo desembarcou a oeste e fundou Wessex ("saxões do oeste") e outro a norte de Kent Essex ("saxões do este").
Ao redor de 540, somaram-se os anglos, que criaram uma série de reinos a norte do Tâmisa. Na terra dos icenos fundaram o reino da Ânglia Oriental, a oeste, o de Mércia ("marca", "fronteira"). Os britanos ficaram isolados a norte e oeste de Mércia, em terras ancestrais dos brigantes e no Gales.
A norte, para além do rio Humber, os celtas reorganizaram-se em pequenos reinos: Deira (Yorkshire) na terra dos parísios, mais a norte, na dos brigantes, Elmet (com centro em Loidis, Leeds), Craven e Bernícia (até o estuário de Firth), mais para lá Rheged no território ancestral dos carvécios e adentrando-se na Escócia, na terra dos votadinos, o reino de Gododdin.
Porém, o avanço dos novos invasores continuou: em 547 o anglo Ida tornou-se rei de Bernícia, em 559 Aela em rei de Deira, em 604 o neto de Ida, Etelfrido, rei de Bernícia, unificou o seu reino com Deira, criando o da Nortúmbria, que se consolidaria em 617 sob o rei Eduíno, filho de Aela, quem absorveria Elmet à morte do seu rei, Ceretic, tornando-se o mais poderoso rei anglo-saxão da época. Iorque, a antiga Eboraco, seria a sua capital. A terra dos brigantes já era saxã.

## Assentamentos
Ptolemeu menciona nove cidades principais dos brigantes, a saber;
| Nome em latim   | Atual            | Condado           |
| --------------- | ---------------- | ----------------- |
| Epíaco          | Whitley Castle   | Northumberland    |
| Vinôvio         | Binchester       | County Durham     |
| Caturactônio    | Catterick        | North Yorkshire   |
| Calato          | Burrow, Lonsdale | Lancashire        |
| Isúrio Briganto | Aldborough       | North Yorkshire   |
| Rigoduno        | Castleshaw       | Grande Manchester |
| Olicana         | Elslack          | North Yorkshire   |
| Eboraco         | Iorque           | Iorque            |
| Camboduno       | Slack            | West Yorkshire    |

Outros assentamentos conhecidos foram:
- Bremetenaco (Ribchester, Lancashire)
- Calcária (Tadcaster, North Yorkshire)
- Luguválio (Carlisle, Cúmbria)
- Coria (Corbridge, Northumberland)